# Marija Romunska
Maria (Born kot romunska princesa Maria ; 6. januar 1900 – 22. junij 1961), v srbščini znana kot Marija Karađorđević ( srbsko cirilsko Марија Карађорђевић] je bila kraljica Srbov, Hrvatov in Slovencev od 1922 do 1929 in kraljica Jugoslavije od 1929 do 1934 kot žena kralja Aleksandra I. Bila je mati kralja Petra II. Jugoslovanski komunistični režim ji je leta 1947 odvzel državljanstvo in zaplenil premoženje, leta 2014 pa je bila posmrtno rehabilitirana.